# Sportpark De Vliert

Jong Oranje tijdens een training 1960 op Sportpark De Vliert.

Sportpark De Vliert is een sportpark in de wijk De Vliert in 's-Hertogenbosch. Op het sportpark staat ook het Stadion De Vliert, het voetbalstadion van FC Den Bosch. Het sportpark ligt aan de spoorlijn 's-Hertogenbosch - Nijmegen. Met de auto is het sportpark te bereiken via het stadsdeel Hintham (het zuiden van het sportpark), De Graafseweg of de Stadionlaan (ligt tussen het sportpark en de spoorlijn in).
Op het sportpark heb je sportcomplex Sportiom, waar er gezwommen kan worden en er ijshockey gespeeld wordt. Daar waar nu dat complex staat, huisde vroeger voetbalclub TGG. TGG speelde tot en met 2022 op Sportpark De Donken in het noorden van de stad. Door een fusie met OSC '45 verhuizen zij in de zomer van 2023 naar Sportpark De Hambaken in Den Bosch Noord. Daar gaan zij verder onder de naam DBN '22. Deze nieuwe club blijft in het seizoen 2022-2023, vanwege een verbouwing van Sportpark De Hambaken, nog op Sportpark De Donken spelen. Ten oosten van Stadion De Vliert huist voetbalclub BVV, de voorloper van de huidige FC Den Bosch.